# 1. FC Saarbrücken
A 1. FC Saarbrücken a németországi Saarbrücken városának és a Saar-vidéknek legnevesebb felnőtt labdarúgó csapata. Jelenleg a csapat a Regionalliga Südwest bajnokságában szerepel.

## Sikerek
Német labdarúgó-bajnokság
- Ezüstérmes: 1943, 1952

Ligue 2
- Bajnok: 1949

Saar-vidéki kupa
- Bajnok: 1997, 1998, 1999, 2000, 2004, 2011, 2012, 2013, 2017, 2019

## Nemzetközi kupaszereplések
| Szezon  | Bajnokság | Forduló      | Ellenfél | Otthon | Idegenben | Össz. |
| ------- | --------- | ------------ | -------- | ------ | --------- | ----- |
| 1955-56 | BEK       | Nyolcaddöntő | AC Milan | 1-4    | 4-3       | 5–7   |

## Jelenlegi keret
2020. január 30. szerinti állapot.
| #  |     | Poszt | Név                    |
| -- | --- | ----- | ---------------------- |
| 1  | GER | K     | Daniel Batz            |
| 4  | GER | V     | Christopher Schorch    |
| 5  | GER | V     | Steven Zellner         |
| 6  | GER | KP    | Rasim Bulic            |
| 7  | GER | KP    | Timm Golley            |
| 8  | GER | KP    | Manuel Zeitz ()        |
| 9  | ANG | CS    | José Pierre Vunguidica |
| 10 | ALB | KP    | Mërgim Fejzullahu      |
| 11 | GER | KP    | Markus Mendler         |
| 13 | GER | KP    | Cedric Euschen         |
| 14 | MOZ | V     | Boné Uaferro           |
| 16 | GER | V     | Anthony Barylla        |

| #  |     | Poszt | Név                |
| -- | --- | ----- | ------------------ |
| 17 | KOS | KP    | Fanol Përdedaj     |
| 19 | CAN | KP    | Kianz Froese       |
| 20 | FRA | CS    | Téo Herr           |
| 21 | GER | CS    | Gillian Jurcher    |
| 23 | GER | V     | Mario Müller       |
| 24 | GER | CS    | Sebastian Jacob    |
| 25 | GER | CS    | Tobias Jänicke     |
| 27 | GER | K     | Jayson Breitenbach |
| 28 | GER | V     | Nino Miotke        |
| 30 | GER | V     | Fabian Eisele      |
| 36 | GER | K     | Ramon Castellucci  |

### Híres játékosok
- Andreas Brehme
- Bernd Förster
- Dieter Müller
- Felix Magath
- Michael Preetz
- Stephan Beckenbauer
- Tony Yeboah
- Jovan Aćimović
- Julián De Guzmán
- Musztafí Hadzsí
- Jonathan Akpoborie
- Mahir Sağlık